# Malaysische Badmintonmeisterschaft 1974
Die Malaysische Badmintonmeisterschaft der Saison 1974/1975 fand Ende Juli 1974 in Kuala Lumpur statt. Es war die fünfte Austragung der nationalen Titelkämpfe im Badminton von Malaysia.

## Sieger und Platzierte
| Disziplin    | Gold                       | Silber                             | Bronze                                   |
| ------------ | -------------------------- | ---------------------------------- | ---------------------------------------- |
| Herreneinzel | Moo Foot Lian              | Tan Aik Mong                       | Phua Ah Hua                              |
| Herreneinzel | Moo Foot Lian              | Tan Aik Mong                       | Lim Cheng Hoe                            |
| Dameneinzel  | Sylvia Ng                  | Rosalind Singha Ang                | Katherine Swee Phek Teh                  |
| Dameneinzel  | Sylvia Ng                  | Rosalind Singha Ang                | Ong Ah Hong                              |
| Herrendoppel | James Selvaraj Johnny Khoo | Phua Ah Hua Lim Cheng Hoe          | Dominic Soong Lim Jit Yee                |
| Herrendoppel | James Selvaraj Johnny Khoo | Phua Ah Hua Lim Cheng Hoe          | Wong Nguk Thong Lee Guan Chong           |
| Damendoppel  | Sylvia Ng Ong Ah Hong      | Rosalind Singha Ang Teoh Siew Yong | Ho Cheng Yoke Lim Siew Kheng             |
| Damendoppel  | Sylvia Ng Ong Ah Hong      | Rosalind Singha Ang Teoh Siew Yong | Abu Bakar Sufian Katherine Swee Phek Teh |